# Ступаричова, Дагмар
Дагмар Ступаричова, (словац. Dagmar Stuparičová; род. 17 января 1983; Братислава, Чехословакия, сегодня Словакия) — словацкая гандболистка, трехкратная победителька анкетного опроса «Гандболистка Словакии» (2007—2009), двукратная чемпионка Словакии (с командой «ГК Слован Дусло», г. Шаля, игрок германской команды «Тюрингер ГК» и сборной команды Словакии. Позиция — левый крайный.

## Клубная карьера
| Сезон             | Клуб                    | Город                    | Страна   |
| ----------------- | ----------------------- | ------------------------ | -------- |
| — 2001/02         | Хирана Према            | Братислава               | Словакия |
| 2002/03 — 2004/05 | ГК Слован Дусло         | Шаля                     | Словакия |
| 2005/06 — 2008/09 | ДВСЦ                    | Дебрецен                 | Венгрия  |
| 2009/10 — 2010/11 | Эсбьерг                 | Эсбьерг                  | Дания    |
| 2011/12           | Тюрингер ГК             | Эрфурт, Бад-Лангензальца | Германия |
| 2012/13           | СВ Унион Галле-Нойштадт | Галле                    | Германия |